# Юніон-Дейл (Пенсільванія)
Юніон-Дейл (англ. Union Dale) — місто (англ. borough) в США, в окрузі Сасквегенна штату Пенсільванія. Населення — 220 осіб (2020).

## Географія
Юніон-Дейл розташований за координатами 41°42′47″ пн. ш. 75°28′59″ зх. д. / 41.71306° пн. ш. 75.48306° зх. д. (41.713044, -75.483167).  За даними Бюро перепису населення США в 2010 році місто мало площу 6,39 км², з яких 6,23 км² — суходіл та 0,16 км² — водойми.

## Демографія
Згідно з переписом 2010 року, у селищі мешкало 267 осіб у 130 домогосподарствах у складі 73 родин. Густота населення становила 42 особи/км².  Було 157 помешкань (25/км²).
Расовий склад населення:
| - 98,5 % — білих - 1,1 % — чорних або афроамериканців |

До двох чи більше рас належало 0,4 %. Частка іспаномовних становила 1,5 % від усіх жителів.
За віковим діапазоном населення розподілялося таким чином: 16,5 % — особи молодші 18 років, 64,0 % — особи у віці 18—64 років, 19,5 % — особи у віці 65 років та старші. Медіана віку мешканця становила 48,1 року. На 100 осіб жіночої статі у селищі припадало 102,3 чоловіків;  на 100 жінок у віці від 18 років та старших — 110,4 чоловіків також старших 18 років.
Середній дохід на одне домашнє господарство  становив 69 647 доларів США (медіана — 51 042), а середній дохід на одну сім'ю — 62 761 долар (медіана — 60 625). Медіана доходів становила 35 833 долари для чоловіків та 25 000 доларів для жінок. За межею бідності перебувало 13,5 % осіб, у тому числі 58,3 % дітей у віці до 18 років та 7,4 % осіб у віці 65 років та старших.
Цивільне працевлаштоване населення становило 148 осіб. Основні галузі зайнятості: виробництво — 19,6 %, освіта, охорона здоров'я та соціальна допомога — 18,2 %, будівництво — 10,8 %, роздрібна торгівля — 9,5 %.